# کهیر
کَهیر (به انگلیسی: urticaria) واکنش آلرژیک به شکل ورم‌دانه‌های گرد سرخ بر روی پوست که با خارش زیاد همراه است.
کهیر آماس و ورمی است در پوست بدن که شبیه به آماسی که از برخورد گزنه پدید می‌آید. ممکن است این بثورات پوستی با برآمدگی‌های قرمز خارش‌دار،  سوزش نیز داشته باشند و در قسمت‌های گوناگون بدن پدیدار شوند. مدت آن از چند دقیقه تا چند روز متغیر است و هیچ تغییر طولانی‌مدتی در پوست ایجاد نمی‌کند. کمتر از ۵ درصد موارد بیش از شش هفته طول می‌کشد.
کهیر بیماری کوتاه‌مدتی است که با سرخی پوست و خارش بسیار در تمام بدن همراه است. این عارضه پوستی به صورت دانه‌های کوچک صورتی رنگ یا به شکل برجستگی‌های وسیع‌تر و گاهی به صورت تاول دیده می‌شود و با خارش شدید همراه است.
کهیر معمولاً بر اثر واکنش بدن در برابر آزاد شدن مواد هیستامینی یا ترکیباتی نزدیک به هیستامین پدید می‌آید.

## عوامل
موادی از قبیل آجیل، شکلات، ماهی، گوجه فرنگی، تخم مرغ، توت فرنگی، شیر و افزودنی‌های غذایی و میوه‌های تازه به‌ویژه مرکبات و داروهایی از قبیل پادزیستها (آنتی‌بیوتیک‌ها) مانند پنی‌سیلین، مسکن‌ها مثل آسپیرین، کدئین، ایندومتاسین، خواب‌آورها، ویتامینها و تقریباً هر نوع دارویی می‌تواند ایجاد کهیر کند.
مصرف مداوم آسپیرین می‌تواند ایجاد کهیر مزمن کند.
حلزون، ماهی، آجیل، تخم مرغ و شیر از شایع‌ترین حساسیت‌زاها هستند که خوردن آن‌ها می‌تواند باعث پدید آمدن کهیر بشود.
در یک سوم موارد کهیر علت مشخصی یافت نمی‌شود (ایدیوپاتیک). تراوش مایع پلاسمای خون از درون رگ‌ها به فضای میان‌بافتی در پوست باعث کهیر زدن می‌شود. یک عامل شیمیایی که هیستامین نامیده می‌شود از یاختههای ویژه‌ای در پوست به نام ماستوسیت‌ها که در پیرامون رگ‌ها قرار دارند ترشّح می‌شود و باعث گشادشدن رگ‌ها و بازشدن فضاهای میان‌یاخته‌ای در آن‌ها و به‌دنبال آن خروج مایع از درون رگ‌ها می‌شود.
در بیشتر بیماران، کهیر بی‌ضرر بوده و هیچ نشانه پایداری بر جای نمی‌گذارد. کهیر حاد می‌تواند کمتر از یک تا ۶ هفته به طول بینجامد، در حالی که کهیر مزمن بیش از ۶ هفته طول می‌کشد و گاهی نیز ماه‌ها و سال‌ها ادامه می‌یابد.
بیماری کهیر در تمام سنین مشاهده می‌شود و مردان و زنان به‌طور تقریبی به نسبت برابر به این بیماری دچار می‌شوند. مصرف داروهای ضدهیستامین می‌تواند در درمان کهیر سودمند باشد. علائم شایع کهیر جوش‌های خارش‌دار است که این جوش‌ها متورم شده و تبدیل به ضایعات صورتی یا قرمز رنگ می‌شوند. این ضایعات کهیری حاشیه کاملاً مشخص دارند و مسطح هستند. قطر آن‌ها یک تا ۵ سانتیمتر است. ضایعات کهیری سریعاً به یکدیگر می‌پیوندند و پلاک‌های بزرگ و مسطح به رنگ پوست تشکیل می‌دهند. این ضایعات کهیری یا پلاک‌ها مرتباً تغییر شکل می‌دهند و ممکن است در عرض چند دقیقه یا چند ساعت ناپدید شده و دوباره ظاهر شوند. تغییراتی به این سرعت مشخص کهیر است. در واقع کهیر بیماری شایعی است که ۱۰ تا ۲۰ درصد مردم در طول زندگی خود دستکم یک بار دچار آن می‌شوند.
کهیر در اطراف چشم، لب و دستگاه تناسلی ورم شدید ایجاد می‌کند که در این حال، ظاهر ضایعات ناراحت‌کننده است ولی با درمان معمولاً ظرف ۲۴ ساعت برطرف می‌شود.
معمولاً هر حمله کهیر در عرض چند روز تا چند هفته خود به خود فروکش می‌کند اما ممکن است این بیماری سال‌ها طول بکشد.

## انواع کهیر
کهیر حاد، کهیری است که کمتر از ۶ هفته طول کشیده باشد. در اکثر موارد تعیین علت این نوع کهیر آسان بوده و با رفع این علت کهیر بهبود می‌یابد. از اصلی‌ترین علت‌های ایجاد کهیر می‌توان به مواد غذایی مانند آجیل، شکلات، ماهی، گوجه فرنگی، تخم مرغ، توت فرنگی، شیر و افزودنی‌های غذایی و میوه‌های تازه بخصوص مرکبات و داروها از قبیل: آنتی‌بیوتیک‌ها مثل پنی‌سیلین، مسکن‌ها مثل آسپیرین، کدئین، ایندومتاسین، خواب‌آورها، ویتامین‌ها، ملین‌ها و عفونت‌ها شامل نیش حشرات؛ گاه بیماری‌های داخلی مثل بیماری تیروئید، محرک‌های فیزیکی مثل فشار، سرما و نور خورشید نیز از عوامل دیگر ایجاد کهیر هستند.
کهیر مزمن، کهیری است که بیش از ۶ هفته طول بکشد. تشخیص علت این نوع کهیر بسیار مشکل است و فقط در تعداد خیلی کمی از بیماران می‌توان به علت آن پی برد. هیچ آزمایش تشخیصی اختصاصی برای این نوع کهیر وجود ندارد.
اما در کهیر فیزیکی؛ حملات مکرر کهیر در افراد می‌تواند ناشی از تماس عوامل فیزیکی مثل نور آفتاب، سرما، گرما، آب، تعریق و فشار موضعی باشد. معمولاً در این حالت بیماران خود متوجه عامل ایجادکننده می‌شوند.

### کهیر گرمایی (کولینرژیک)
کهبر کولینرژیک نوعی از کهیر است که به دلیل افزایش دمای بدن ، عرق یا قرار گرفتن در معرض گرما ایجاد می شود.

## ارتباط استرس با کهیر
استرس‌های روحی و افسردگی باعث تشدید بیماری کهیر مبتلایان می‌شود و موجب افزایش خارش و گسترش آن می‌شود.

## تشخیص کهیر
بعضی از کهیرها بر اساس دلایل ثانویه ایجاد می‌شوند؛ کهیر ناشی از عوامل محیطی مانند سرما، آب سرد و آفتاب جزو این گروه هستند. نشانه‌های این کهیر عبارتند از: قرمزی پوست، تورم و خارش دار شدن سطح پوست. روش ساده‌ای برای تشخیص این نوع کهیرها وجود دارد؛ معمولاً با فشار ملایم توسط نوک انگشتان قرمزی پوست برطرف می‌شود و سفتی قابل لمس حس نمی‌شود. همچنین به محض کاهش فشار، دوباره قرمزی ظاهر می‌شود. معمولاً ضایعه‌های کهیر پس از ۴۸ ساعت برطرف می‌شوند و کمتر کهیری وجود دارد که در یک نقطه ثابت بیش از چند روز باقی بماند. نوع دیگری از کهیرها در اثر فشارها به وجود می‌آیند؛ برای مثال فشار کش جوراب موجب ایجاد کهیر در زیر آن می‌شود. اگر کهیر در اثر فشار ایجاد شده است از پوشیدن لباس‌های تنگ خودداری کنید کهیر ناشی از سرما نیز آزمایش آسان و ساده‌ای دارد. تکه‌ای یخ را برای مدتی روی پوست قرار دهید، سپس آن را بردارید. اگر نشانه‌های کهیر ظاهر شد به کهیر مبتلا شده‌اید. به‌طور کلی درمان این کهیرها جلوگیری از رویارویی با عامل ایجادکننده است؛ یعنی باید کاملاً در برابر سرما از خود محافظت کنید.

## درمان
بهترین درمان کهیر شناسایی عامل مسوول و دوری از تماس دوباره با آن است. تغییر محل زندگی برای یک تا ۲ هفته گاهی باعث بهبود کهیر می‌شود.
افرادی که مبتلا به کهیر هستند بایستی مواردی را رعایت کنند، مثلاً حذف برخی از مواد غذایی مثل آجیل، موز، توت فرنگی، پیاز، گوجه فرنگی، بادمجان، تخم مرغ، مرکبات، شیر، ماهی، پنیر، ادویه، مواد رنگی (نوشابه ژله آدامس بستنی)، غذاهای حاوی مواد محافظ (کنسرو، سوسیس و کالباس، مربا، ترشی، مایونز) قطع مصرف داروهایی که لزومی به مصرف آن نیست مانند مسکن‌ها، ویتامین‌ها و ملین‌ها نیز در درمان آن مؤثر است. خنک کردن پوست معمولاً باعث تخفیف و گرما باعث بدتر شدن خارش می‌شود لذا از گرمای زیاد و حمام داغ پرهیز شود. داروهای موضعی مثل کرم‌ها و لوسیون‌ها تأثیری در درمان کهیر ندارند؛ معمولاً برای کنترل کهیر داروهای آنتی‌هیستامین و کورتون خوراکی یا تزریقی تجویز می‌شود. آنتی هیستامینها ممکن است خواب‌آور باشند. همچنین در صورت بروز مشکل تنفسی سریعاً به پزشک مراجعه شود.